# Kula Petra Zrinskog u Vrbovcu
Kula Petra Zrinskog u Vrbovcu je zaštitni simbol grada Vrbovca.
Kula je jedini ostatak srednjovjekovne utvrde Vrbovec, koja se nalazila na području današnjeg parka u Vrbovcu. To je okrugla dvokatnica, izgrađena od opeke i pokrivena šiljastim krovom.
Prema legendi, u kuli se 6. lipnja 1621. godine rodio ban Petar Zrinski. Istina je da je Petar Zrinski bio rođen u staroj drvenoj zgradi, koja je zajedno sa starim drvenim kaštelom izgorila u požaru 1755. g. u seljačkoj buni. Unatoč tome, legenda i danas živi na novopostavljenoj turističkoj ploči kod kule Petra Zrinskog.